# Ernst Munkeboe
Ernst Munkeboe, född 10 november 1868 i Köpenhamn, död 14 maj 1943, var en dansk skådespelare.

## Filmografi (urval)
- 1910 – Peder Tordenskjold
- 1912 – Cirkusluft